# Geografia de Moçambic

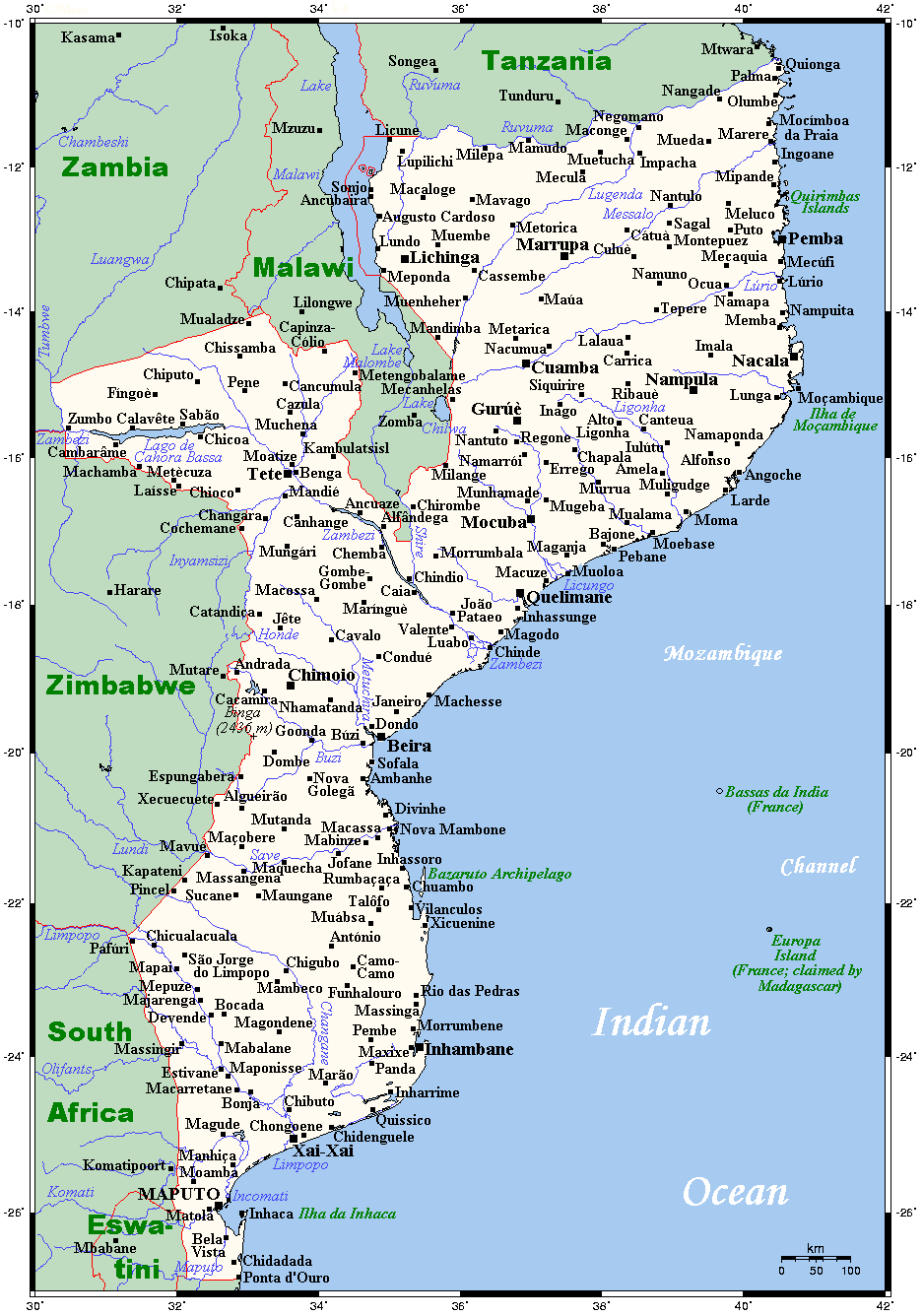
Mapa dels centres poblats de Moçambic

Localització de Moçambic

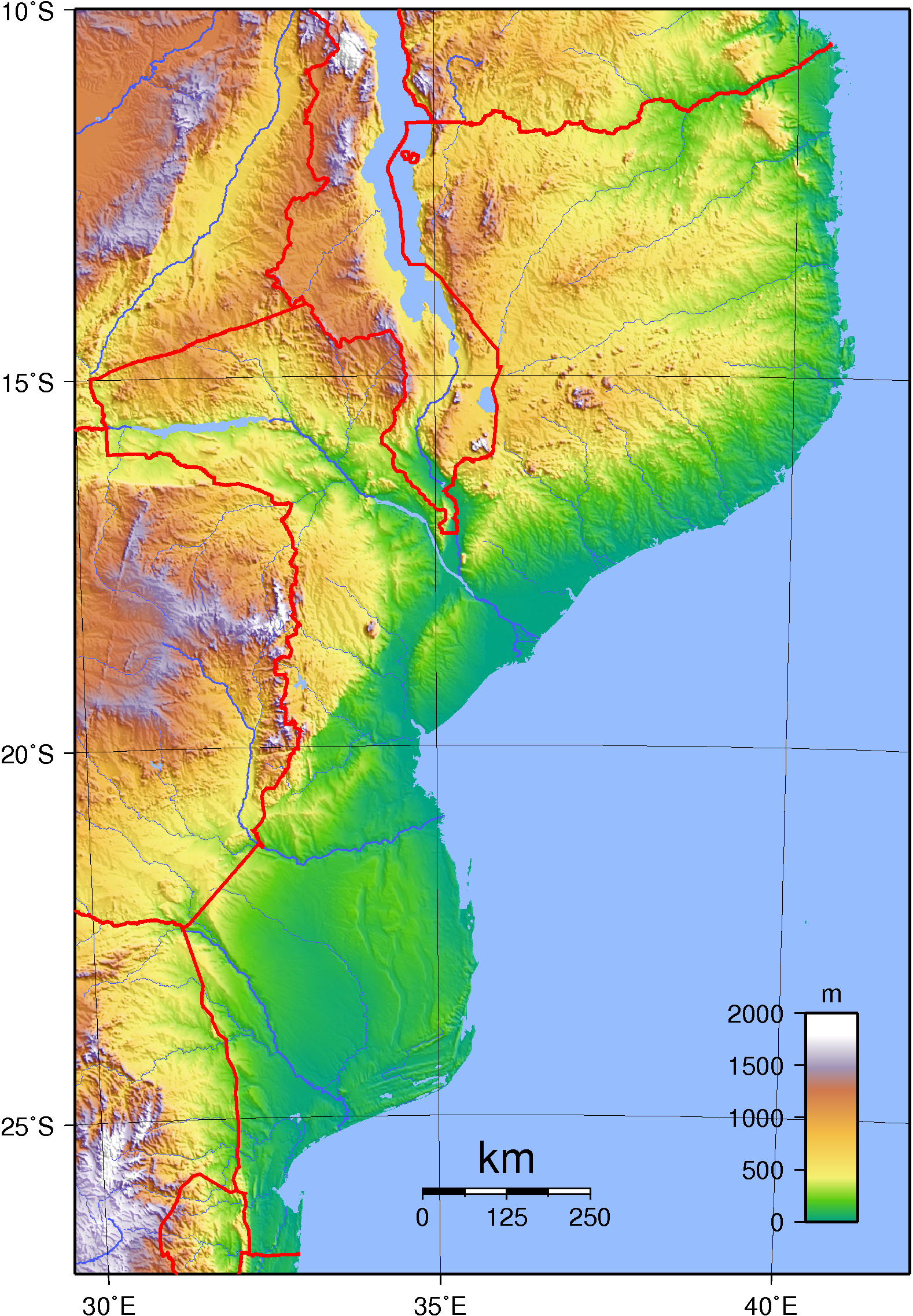
Topografia de Moçambic

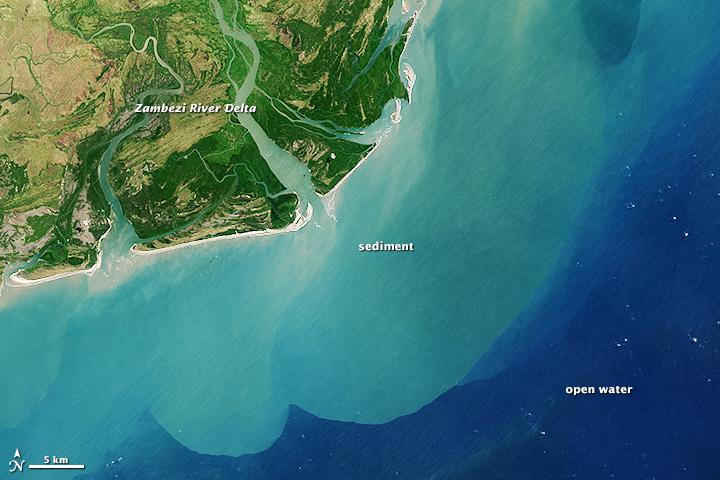
Vista del delta del Zambezi des de l'espai.

Aquest és un article sobre la geografia de Moçambic. Moçambic es troba a la costa oriental de l'Àfrica meridional. Moçambic té un clima tropical amb dues estacions, una estació plujosa d'octubre a març i una estació seca d'abril a setembre.

## Característiques físiques
La línia de costa s'estén de 26° 52' S. a 10° 40' S, i de sud a nord fa una doble corba amb una tendència general cap a l'exterior cap a l'est. Té una longitud de 1,430 milles (2,300 km). Alguns 40 milles (64 km) al nord de la frontera amb Sud-àfrica és la profunda esquerda de la badia Delagoa. La terra després es torna cap a l'exterior per Cap Corrientes, una mica al nord de la badia d'Inhambane. Doblegant cap a l'oest una altra vegada i passant l'arxipèlag de Bazaruto de diverses illes petites, de les quals la principal és Bazaruto, s'arriba a la badia de Sofala.
Cap al nord del riu Zambezi amb una ampli delta aboca les seves aigües en l'oceà. Des d'aquest punt en endavant la costa està esquitxada de petites illes, principalment de formació de corall. En una d'aquestes illes és Moçambic, i immediatament al nord d'aquest port és badia Conducia. Una mica més al nord, hi dos grans badies, badia Fernao Veloso i badia Memba. Hi ha una gran diferència en el caràcter de la costa nord i sud de Moçambic. Al nord la costa és molt accidentada, abunda en promontoris rocosos i escarpats penya-segats, mentre que, com ja s'ha dit, hi ha una franja gairebé contínua d'illes.
Al sud de Moçambic, la costa és baixa i sorrenca i conté pantans de manglar d'Àfrica oriental. Els ports són pocs i pobres. La diferència en el caràcter d'aquestes dues regions es deu al fet que en la meitat nord el corrent de l'oceà que flueix cap al sud entre Madagascar i el continent és a prop de la costa, i erosiona tot el material més tou, mentre que al mateix temps el coral s'està formant en aigües profundes. Al nord de Fernao Veloso i Memba les badies més grans són Pemba (on hi ha ancoratge còmode per a embarcacions de calat pesats), Montepuesi i Tunghi, l'última té com a braç nord Cap Delgado, el punt més al nord de la costa de Moçambic.
Orogràficament la columna vertebral del país és la cadena muntanyosa que forma el vessant oriental de l'altiplà continental. No presenta un descens brusc de manera uniforme a les planes, però en alguns llocs, com a la part baixa del districte de Zambèzia, s'inclina gradualment cap a la costa. Les muntanyes Lebombo, darrere de la badia Delagoa, enlloc excedeixen dels 2,070 ft (631 m) en alçada; l'altiplà Manica, més al nord, és més alt. El Monte Doe s'eleva a 7,875 ft (2,400 m) i Monte Panga a 7,610 ft (2,320 m) al massís de Gorongoza amb el Monte Miranga (6,550 ft o 1,996 m), Enhatete (6,050 ft o 1,844 m), i Gogogo (5,900 ft o 1,798 m) es troba al nord-est de l'altiplà de Manica, i és, com ell, de la formació granítica. Gorongosa, alçant-se aïllat amb pendents escarpades exteriors, ha estat comparat en el seu aspecte d'una ciutadella amb celles arrufades.
El cim més elevat es troba al nord del Zambeze, a l'est de Llac Chilwa, les Muntanyes Namuli, en les quals el pic Namuli s'eleva a 8,860 ft (2,701 m), i Molisani, Mruli i Mresi assoleixen altituds de 6,500 a 8,000 ft (1,981 a 2,438 m). Aquestes muntanyes estan cobertes de boscos magnífics. Més al nord, les conques dels rius estan dividides per rangs ben marcats amb altures de 3,000 ft (914 m) i més. A prop de la costa sud-est de llac Malawi hi ha una alta rang, 5,000 a 6,000 ft o 1,524 a 1,829 m amb un brusc descens el llac, uns 3,000 ft o 914 m en 6 mi o 9.7 km. El país entre Malawi i Ibo és notable pel nombre de pics de granit en forma fantàstica que s'eleven des de l'altiplà.
Les terres de l'altiplà a l'oest de l'escarpament són d'elevació moderada, potser amb una mitjana de 2,000 a 2,500 ft o 610 a 762 m. És, però, només al llarg del Zambeze i el nord d'aquest riu que el territori de Moçambic arriba a la plataforma continental. Aquesta plana del nord ha estat classificada per la Fons Mundial per la Natura com a part de l'ecoregió sabana arbrada de miombo oriental.
A més del Zambeze, el riu més considerable a Moçambic és el Limpopo, que entra en l'Oceà Índic sobre 100 milles (161 km) al nord de la badia de Delagoa. Els Komati, Desa, Busi i Pungwe al sud del Zambeze; els Lukugu, Lurio, Montepuesi (Mtepwesi) i Msalu, amb el Rovuma i el seu afluent el Lujenda, al nord seu, són els altres rius de la província amb àrees de drenatge considerables. El Save (Sabi) s'eleva a Zimbabwe a una altitud de més de 3,000 ft (914 m), i després flueix cap al sud per més de 200 milles (322 km) gira cap a l'est i travessa les muntanyes a uns 170 milles (274 km) de la costa, que s'uneixen prop de la frontera de Zimbabwe i Moçambic pel Lundi. Les cataractes eviten completament la navegació sobre d'aquest punt.
Per sota de la confluència del Lundi el llit del Sabi es torna considerablement més ample, variant de mitja milla a dues milles (3 km). En l'època de pluges el Save és un corrent gran i fins i tot en l'època "seca" és navegable fins a la seva desembocadura per vapors de poca profunditat de més de 150 m. En la seva desembocadura forma un delta de 60 milles (97 km). Els Busi (220 m) i Pungwe (180 m) són corrents al nord de caràcter similar al Save. Tots dos baixen de l'altiplà Manica i entren al mar per la badia de Pungwe.
Els trams inferiors d'ambdós corrents són navegables, el Busi per 25 milles (40 km), el Pungwe durant aproximadament 2 milles (3.2 km). A la desembocadura del Pungwe hi ha el port de Beira. Del nord del Zambeze flueix el Lukugu, que neix als turons al sud-est del llac Chilwa, va cap al sud i entra a l'oceà prop del nord de Quelimane. El Lurio, que neix a les muntanyes de Namuli, flueix cap al nord-est, té un curs d'uns 200 milles (322 km). El Montepuesi i el Msalu drenen el país entre les conques del Lurio i Rovuma. Els seus cabals estan en general ben definits i l'augment en estació humida sembla bastant constant.

## Clima

Mapa de Moçambic segons la classificació de climes de Köppen.

Moçambic té un clima tropical amb dues estacions, una estació plujosa d'octubre a març i una estació seca d'abril a setembre. Les condicions climàtiques varien en funció de l'altitud. La precipitació és gran al llarg de la costa i disminueix al nord i al sud.
La precipitació anual varia de 500 a 900 mm (19.7 a 35.4 in) depenent de la regió, amb una mitjana de 590 mm (23.2 in). Els ciclons són també comuns durant l'estació humida. La temperatura mitjana a Maputo és de 13 a 24 °C (55.4 a 75.2 °F) en juliol i 22 a 31 °C (71.6 a 87.8 °F) en febrer.

## Dades
Àrea:

total:
799,380 km²

terra:
786,380 km²

aigua:
13,000 km²
Capital
- Maputo (Lourenço Marques)

Ciutats principals
- Matola
- Nampula
- Beira
- Chimoio
- Nacala
- Quelimane
- Tete
- Lichinga
- Pemba (Porto Amelia)

Altres ciutats
- Angoche (António Enes)

Fronteres:

total:
4 571 km

països fronterers:
Malawi 1 569 km, Sud-àfrica 491 km, Swazilàndia 105 km, Tanzània 756 km, Zàmbia 419 km, Zimbabwe 1 231 km
Línia de costa:
2 470 km
Reclamacions marítimes:

Aigües territorials:
12 nmi (22.2 km; 13.8 mi)

Zona econòmica exclusiva:
200 nmi (370.4 km; 230.2 mi)
Terreny:

sobretot terres baixes costaneres, les terres altes al centre, els altiplans alts al nord-oest, muntanyes a l'oest
Extrems d'elevació:

punt més baix:
Oceà Índic 0 m

Punt més alt:
Monte Binga 2 436 m
Recursos naturals:
carbó, titani, el gas natural, energia hidroelèctrica, tàntal, grafit
Ús de la terra:

terra cultivable:
6.51% (2011), 5.43% (2005 est.), 3.98% (1998 est.)

collites permanents:
0.25% (2011), 0.29% (2005 est.), 0.29% (1998 est.)

altres:
93.24% (2011), 94.28% (2005 est.), 95.73% (1998 est.)
Terra de regadiu:
1 181 km² (2003)
Total renewable water resources:'
217.1 km³ (2011)
Perills naturals:
sequeres severes; ciclons devastadors i inundacions que es produeixen a les províncies del centre i sud
Medi Ambient - qüestions corrents:
una llarga guerra civil i la sequera recurrent a l'interior del país s'han traduït en un augment de la migració de la població de les zones urbanes i costaneres amb conseqüències ambientals adverses; la desertificació; la contaminació de les aigües superficials i costaneres; la caça furtiva d'elefants per l'ivori és un problema
Medi ambient - acords internacionals:

part de:
Biodiversitat, canvi climàtic, Protocol Kyoto pel Canvi Climàtic, Desertificació, Espècies en perill d'extinció, Residus perillosos, Llei del Mar, Protecció de Capa d'Ozó, Vaisells Contaminadors, Aiguamolls

signat, però no ratificat:
cap dels acords seleccionats